# لانتسیگو
لانتسیگو دهستانی در استان آلابای اسپانیا است.
در این دهستان 673 نفر زندگی می‌کنند. مساحت این دهستان 24.21 کیلومتر مربع است.

## مراجع
- نام، جمعیت و مساحت از درگاه ملی آمار (اسپانیا) گرفته شده است.